# Dalavé
 (mars 2025).
Dalavé est un village situé dans la région Maritime du Togo, à environ 30 Km kilomètres au nord de Lomé, la capitale du pays. Administrativement, il fait partie de la préfecture de Zio.

## Géographie
Dalavé se trouve à une latitude de 6°23'16" N et une longitude de 1°12'00" E, avec une altitude d'environ 76 mètres au-dessus du niveau de la mer.

## Administration
Le village est rattaché à la préfecture de Zio, qui comprend plusieurs cantons, dont Tsévié, Davié, Gblainvié, Kpomé et Gbatopé.

## Développement
Ces dernières années, Dalavé a été le centre de plusieurs initiatives de développement. Notamment, une étude de faisabilité a été validée pour la construction de 20 000 logements abordables dans la zone de Kpomé-Dalavé, visant à pallier le manque de logements et à améliorer les conditions de vie. Le site de Kpomé-Dalavé couvre une superficie de 1 177 hectares et représente une opportunité stratégique pour désengorger les zones urbaines surpeuplées.
De plus, le gouvernement togolais prévoit la construction d'une nouvelle prison civile moderne à Dalavé, destinée à remplacer l'actuelle prison civile de Lomé, confrontée à des problèmes de surpopulation et de conditions inadéquates.

## Éducation
La communauté locale est également active dans le domaine éducatif. Par exemple, plus de 200 élèves ont participé à des cours de vacances gratuits organisés par Baza-Education, avec le soutien de Mivasocial.com, visant à soutenir les enfants défavorisés dans leur parcours scolaire,.

## Économie
Dalavé abrite des activités industrielles, telles que l'usine de Diamond Cement. Les travailleurs de cette usine ont mené des grèves pour revendiquer de meilleures conditions de travail, mettant en lumière les dynamiques actuelles des relations de travail dans la région.